# Asociación Continental de Fundidores de Tipos
La Asociación Continental de Fundidotes de Tipo (en inglés, Continental Type Founders Association) fue fundada por Melbert Brinckerhoff Cary Jr. en 1925 para distribuir los tipos de fundición de plomo importado de fundiciones europeas. La influencia del diseño tipográfico europeo más moderno se sintió así en los Estados Unidos por primera vez, y las fundiciones estadounidenses respondieron imitando muchas de las tipografías más populares. Paramount de ATF y las series Sans Serif de Monotype son dos ejemplos de esto. 

## Fundiciones representadas
Las siguientes fundiciones estuvieron representadas:
- W.H. Caslon, Ltd., Inglaterra
  - Caslon Old Face + Italic
- Deberny & Peignot, Francia
  - Astrée  + Italic (1921, Robert Girard)
  - Sphinx + Italic + Inline (1925, M. Deberny)
  - Sylvan (1924, Bernard Naudin), conocido en Francia como Champlevé.
  - Bifur (1929, A. M. Cassandre)
- Joh. Enschedé, Países Bajos (enumerado como "Holanda" en el catálogo Continental)
  - Lutetia + Italic (1925, Jan van Krimpen)
- Fundiciòn Richard Gans, España
  - Gloria
  - Greco Bold + Italic + Adornado (1925)
- Gebr. Klingspor, Alemania
  - Kabel + Light Italic + Bold (1927-29, Rudolf Koch)
  - Zeppelin (1927-29, Koch)
  - Neuland + Inline (1923, Koch)
  - Eve + Italic + Heavy + Heavy Italic (1922, Koch), also known as  Koch Antiqua and Locarno
  - Narcissus (1923, W. Tiemann)
- Ludwig & Mayer, Alemania
  - Nicolas Cochin + Bold
  - La Mercure (una versión en línea de Cochin)
  - Erbar (Jakob Erbar)
- Stephens, Shanks & Sons Ltd., Inglaterra
- D Stempel AG, Alemania
  - Girder (1929, Rudolf Wolf), conocida en Alemania como Memphis.
  - Metropolis + Bold (1929, Willy Schwerdtner)
- H. Berthold AG, Alemania
  - City (1930, George Trump), no vendido en Estados Unidos hasta 1936.
- Genzsch & Heyse, A.G., Alemania
- J.G. Schelter & Giesecke, Alemania
- Società Nebiolo, Italia
- Stephenson Blake & Co., Inglaterra

A partir de 1927, Continental también distribuyó tipografías proyectadas por Frederic Goudy, y dos de Douglas Crawford McMurtrie . Al principio, el tipo de Goudy fue lanzado en su propia Village Letter Foundry, pero después de 1929 fueron lanzados por la New England Foundry. A pesar de que las importaciones fueron prácticamente interrumpidas durante los años de guerra, Continental todavía emitía los tipos de Goudy en 1944 y pudo seguir funcionando incluso más tarde. 